# ورا تالین
ورا تالین (به انگلیسی: Vera Thulin) (زادهٔ ۷ ژوئن ۱۸۹۳) شناگر اهل سوئد است.